# Щёкина, Вера Витальевна
Ве́ра Вита́льевна Щё́кина (род. 1 ноября 1966 года, Смоленская область, г. Смоленск) — ректор Благовещенского государственного педагогического университета (с 2016 года).

## Биография
Родилась 1 ноября 1966 года в городе Смоленске Смоленской области. В 1984 году окончила среднюю школу № 3 г. Завитинска Амурской области и поступила в Благовещенский государственный педагогический институт имени М. И. Калинина на естественно-географический факультет. После завершения обучения получила диплом по специальности «Биология с дополнительной специальностью химия» и осталась работать на кафедре ботаники. Так началась её трудовая деятельность. Сначала была ассистентом, потом старшим преподавателем. В 2002 году окончила аспирантуру Биолого-почвенного института (г. Владивосток) и успешно защитила кандидатскую диссертацию по геоботанике, получив степень кандидата биологических наук. В марте 2007 года получила ученое звание доцента. 

## Работа в БГПУ
Вся трудовая деятельность Веры Витальевны связана с БГПУ (тогда еще БГПИ). С 1991 года она работает на кафедре ботаники. С 2004 года занимала должность заместителя декана по учебной работе естественно-географического факультета.
В 2008 году на основании решения Учёного совета БГПУ было образовано управление по учебно-методической работе, которое Вере Витальевне предложили возглавить, так она стала начальником управления по учебно-методической работе. В этой должности Вера Витальевна занималась разработкой учебных программ, методических материалов, контролем за качеством учебного процесса и организацией повышения квалификации преподавательского состава. Она успешно руководила управлением более 7 лет, внедряя новые технологии и методы обучения, что позволило повысить качество образования в университете.
4 марта 2016 года ученый совет БГПУ обратился к губернатору Амурской области поддержать кандидатуру Веры Витальевны и рекомендовать её на должность исполняющей обязанности ректора университета.
15 марта 2016 года приказом Министерства образования и науки РФ Вера Витальевна была назначена исполняющей обязанности ректора Благовещенского государственного педагогического университета.
23 июня 2017 года в БГПУ прошла конференция работников и обучающихся по выборам ректора. По итогам голосования подавляющим большинством голосов Вера Витальевна была избрана ректором БГПУ.
23 сентября 2022 года Вера Витальевна была переизбрана ректором БГПУ на еще один срок.
6 марта 2022 года после вторжения России на Украину подписала письмо в поддержку действий президента Владимира Путина.

## Научная деятельность
С 2010 года является членом ученого совета Амурского филиала Ботанического сада-института Дальневосточного отделения Российской Академии наук
За более чем тридцать лет трудовой деятельности Вера Витальевна опубликовала более 60 научных и учебно-методических публикаций, в том числе 2 коллективные монографии, 6 учебно-методических пособий и более 20 статей в журналах, входящих в индекс цитирования РИНЦ.